# Bartolomeo Aymo
Bartolomeo Aimo (nacido el 25 de septiembre de 1889 en Carignano, provincia de Turín-fallecido el 11 de diciembre de 1970) fue un ciclista profesional italiano de los años 1920.
Fue 2.º en el Giro de Italia 1922 y 3.º en las ediciones de 1921, 1923 y 1928. 
También destacó en el Tour de Francia, donde terminó 3.º y ganó etapa en las ediciones de los años 1925 y 1926.

## Palmarés
1921
- 3.º en el Giro de Italia

1922
- 2.º en el Giro de Italia, más 2 etapas
- 2.º en el Campeonato de Italia en Ruta

1923
- 3.º en el Giro de Italia, más 1 etapa
- Giro del Piamonte

1924
- 1 etapa del Giro de Italia
- Giro de la Provincia de Milán

1925
- 3.º en el Tour de Francia, más 1 etapa

1926
- 3.º en el Tour de Francia, más 1 etapa

1928
- 3.º en el Giro de Italia

## Resultados en las grandes vueltas
| Carrera         | 1919 | 1920 | 1921 | 1922 | 1923 | 1924 | 1925 | 1926 | 1927 | 1928 | 1929 |
| --------------- | ---- | ---- | ---- | ---- | ---- | ---- | ---- | ---- | ---- | ---- | ---- |
| Giro de Italia  | -    | -    | 3º   | 2º   | 3º   | Ab.  | -    | -    | -    | 3º   | -    |
| Tour de Francia | -    | -    | -    | -    | -    | 4.º  | 3.º  | 3.º  | -    | -    | -    |
| Vuelta a España | X    | X    | X    | X    | X    | X    | X    | X    | X    | X    | X    |